# Maria (canción de Blondie)
«Maria» es una canción de la banda Blondie de su álbum de 1999 No Exit. La canción representa el regreso de la banda después de casi veinte años de ausencia. El sencillo alcanzó el número uno en el Reino Unido, y fue también un gran éxito en toda Europa.

## Video musical
El video musical de la canción fue dirigido por Alan Smithee en su estudio en Nueva York.  Es notable por el amplio uso de filtros y cámaras de seguridad en las imágenes, así como por una ausencia casi total de color.

## Lista de canciones
UK CD 1
1. «Maria» (Radio Edit) – 4:09
2. «Maria» (Soul Solution Remix Radio Edit) – 4:08
3. «Maria» (Talvin Singh Remix Edit) – 4:39

UK CD 2
1. «Maria» (Radio Edit) – 4:09
2. «Screaming Skin» (Live)  (Ashby, Foxx, Harry, Stein)
3. «In the Flesh» (Harry, Stein) (Live)

UK CD 3 (promo only)
1. «Maria» (Radio Edit) – 4:09
2. «Maria» (Talvin Singh Rhythmic Remix) – 7:26

UK Casete
1. «Maria» (Radio Edit) – 4:09
2. «Maria» (Soul Solution Remix Radio Edit) – 4:08

US CD
1. «Maria» (Soul Solution Full Remix) – 9:27
2. «Maria» (Talvin Singh Remix) – 7:27
3. «Maria» (Talvin Singh Rhythmic Remix Edit) – 4:39
4. «Maria» (Álbum Versión) – 4:51

US 12"
1. «Maria» (Soul Solution Full Remix) – 9:27
2. «Maria» (Soul Solution Bonus Beats)
3. «Maria» (Talvin Singh Remix) – 7:27
4. «Maria» (Talvin Singh Rhythmic Remix Edit) – 4:39
5. «Maria» (Álbum Versión) – 4:51

## Versiones y apariciones en otros medios
- Fue utilizada en la película de 1999 200 Cigarettes.
- Kim Ah-joong usó la versión de la canción para la película surcoreana 200 Pounds Beauty, con letras independientes en Corea, el animador japonés Rinka usó la versión en japonés para el estreno de la película en Japón.
- Loveholic, un grupo coreano, hizo un cover de la canción con la letra original.
- Colbie Caillat, una cantante pop, compositora y guitarrista, hizo un cover de la canción con la letra de Levi's Pioneer Sessions.
- Versiones de la canción han aparecido en los álbumes de Eurodance, incluyendo Dancemania Speed 5 (2000).
- Alpha Blondy  también hizo un cover.
- La canción esta en el puesto N°24 de Rock & Pop 20 Años 200 Canciones.

- Datos: Q1029338
- Multimedia: Maria (Blondie) / Q1029338